# William Asher (sciatore nautico)
William Asher (6 agosto 1982) è uno sciatore nautico inglese.
Considerato uno degli sciatori più talentuosi degli ultimi anni, Will Asher ha già alle spalle un numero notevole di titoli, tra cui spiccano un oro ai Campionati del Mondo e la vittoria dello U.S. Masters del 2006.